# Zayn Malik
Zain Javadd Malik (tên thường gọi là Zayn Malik) (/ m æ l ɪ k /) sinh ngày 12 tháng 1 năm 1993 tại Bệnh viện St. Luke's ở West Lane Baildon, Bradford, Anh. Anh từng là thí sinh tham dự cuộc thi tìm kiếm tài năng âm nhạc nước Anh The X Factor; từng là thành viên của nhóm nhạc One Direction.
Tháng 11 năm 2015, người đại diện của Malik đã chính thức thông báo việc anh rời khỏi nhóm.

## Thời thơ ấu
Zayn mang 3 dòng máu Ireland, Anh và Pakistan. Mẹ Zayn tên Trisha và bố tên Yaser. Zayn có 3 chị em gái là Doniya, Waliyha và Safaa. Zayn lớn lên tại East Bowling, cách 1 dặm về phía nam trung tâm thành phố Bradford. Zayn từng học tại trường tiểu học Lower Fields ở East Bowling và học trung học ở Tong, 1 trường phổ thông công lập hỗn hợp. Zayn tiết lộ rằng anh từng cảm thấy không thể hòa nhập được khi học ở 2 trường trên vì dòng máu khác của mình và khi anh và chị gái của mình chuyển sang trường khác thì tình hình đã tốt hơn.

## Tham dự cuộc thiThe X Factor
Khi 12 tuổi, Zayn bắt đầu tự tin về bề ngoài của mình hơn. Năm 2010, Zayn tham dự với tư cách cá nhân cho chương trình X Factor thứ 7. Màn trình diễn của anh không được trình chiếu ngay mà là sau khi chương trinh kết thúc. Zayn đã rất lo lắng khi ở ký túc xá và khi được yêu cầu nhảy anh đã từ chối biểu diễn để tránh bị loại. Giám khảo Simon Cowell chú ý thấy Zayn không ra thi nhảy nên đã vào hậu trường động viên anh ấy tham gia. Tại ký túc xá, anh ấy được báo là bị loại khỏi ứng cử viên cho giải nam nghệ sĩ solo nhưng được tham gia vào nhóm nhạc One Direction.
Zayn từng hẹn hò với 1 thí sinh tham sự chương trình là Rebecca Ferguson, sự việc này gây khá nhiều chú ý do 2 người cách nhau 10 tuổi. Mối quan hệ chỉ tồn tại 4 tháng. Vào tháng 11 năm 2011, Ferguson nói trong 1 cuộc phỏng vấn: "Tôi và Zayn đã chia tay. Tôi chúc anh ấy mọi điều tốt đẹp nhất."
Cuối năm 2015, Zayn bắt đầu hẹn hò với người mẫu Gigi Hadid. Cô thậm chí còn xuất hiện trong MV "Pillowtalk" của nam ca sĩ cũng như làm gương mặt ảnh bìa cùng Zayn cho tạp chí Vouge vào tháng 8 năm 2017. Gigi và Zayn là cặp đôi thứ ba được xuất hiện trên bìa của tạp chí danh tiếng. Họ cũng cùng nhau tham gia chiến dịch quảng bá cho Versace trong khi Gigi làm nhiếp ảnh gia. Tháng 3 năm 2018, cả hai thông báo đã chia tay tuy nhiên đã quay lại với nhau không lâu sau đó vào tháng 5 năm 2018.Tháng 10/2021,Zayn và Gigi chính thức chia tay sau 5 năm bên nhau.